# Palaeochrysophanus italica
Palaeochrysophanus italica är en fjärilsart som beskrevs av Calberla 1887. Palaeochrysophanus italica ingår i släktet Palaeochrysophanus och familjen juvelvingar. Inga underarter finns listade i Catalogue of Life.